# Isla Faror
La isla Faror (en persa: فارور‎) es pequeña una isla localizada a 24 kilómetros aguas afuera de la parte meridional del golfo Pérsico. Es parte de la provincia de Hormozgán (استان هرمزگان) de la República Islámica de Irán. Abarca un área protegida de 28,48 km² donde se pueden observar diversas especies de aves.